# 477
477 (CDLXXVII na numeração romana) foi um ano comum do século V do Calendário Juliano, da Era de Cristo. a sua letra dominical foi B (52 semanas). Teve início a um sábado e terminou também a um sábado.
| Ano completo                   |
| ------------------------------ |
| Ano comum com início ao sábado |

## Eventos
O budismo se torna a religião oficial na China.

## Mortes
- 25 de janeiro - Genserico, rei dos vândalos e alanos (n. c. 389)